# Zablatje Posavsko
Zablatje Posavsko is een plaats in de gemeente Velika Gorica in de Kroatische provincie Zagreb. De plaats telt 48 inwoners (2001).